# Christine Schorn
Christine Schorn (1. února 1944 Praha, Protektorát Čechy a Morava) je německá filmová a rozhlasová herečka.

## Život
Narodila se jako třetí dítě herecké dvojici Peter Schorn a Alice Marianne Emilie Schorn (rozená Scheimer, účinkovala pod pseudonymem Elisabeth von Wielander). Po útěku z Prahy přes Salcburk vyrůstala nejprve v Kielu a od roku 1950 v Berlíně. V 16 letech se rozhodla pro hereckou kariéru a tak se přihlásila na hereckou školu. Kvůli nízkému věku ji však nejprve odmítli, a tak postupně pracovala jako pradlena a prodavačka. V letech 1961-64 pak studovala na Státní herecké škole ve Východním Berlíně

## Filmografie (výběr)
- 2012 - Láska s vůní máti (Willkommen in Kölleda) - komedie
- 2012 - Život není med (Das Leben ist nichts für Feiglinge) - drama /komedie
- 2010 - Nácíček (Der Kleine Nazi) - krátkometrážní komedie
- 2008 - Juliino zmizení (Giulias Verschwinden)
- 2008 - Listopadové dítě (Novemberkind) - drama
- 2007 - Volně podle plánu (Frei nach Plan) - komedie
- 2006 - Nic než přízraky (Nichts als Gespenster) - drama
- 2004 - Hexen - Magie, Mythen und die Wahrheit - historický/drama (tv seriál)
- 2003 - Good bye, Lenin! - drama/komedie/romantický